# Tajik League 2002
De Tajik League 2002 is het elfde seizoen van de Tajik League. Het voetbalkampioenschap van Tadzjikistan (Ligai olii Toçikiston) is in 1992 gestart nadat Tadzjikistan onafhankelijk werd na het uiteenvallen van de Sovjet-Unie.
Het hoogste niveau bestaat uit twaalf voetbalclubs en er wordt gevoetbald van het voorjaar tot en met het najaar. Titelhouder van vorige seizoen is Regar-TadAZ Toersoenzoda.

## Stand
| Pos | Team                    | Wed | W  | G | V  | Ptn | DV | DT | +/− |
| --- | ----------------------- | --- | -- | - | -- | --- | -- | -- | --- |
| 1   | Regar-TadAZ (C)         | 22  | 19 | 1 | 2  | 58  | 75 | 28 | +47 |
| 2   | Khujand                 | 22  | 17 | 2 | 3  | 53  | 76 | 17 | +59 |
| 3   | Farrukh Ghissar         | 22  | 13 | 5 | 4  | 44  | 45 | 25 | +20 |
| 4   | CSKA Pamir Dushanbe     | 22  | 12 | 7 | 3  | 43  | 57 | 25 | +32 |
| 5   | BDA Dushanbe            | 22  | 13 | 3 | 6  | 42  | 60 | 37 | +23 |
| 6   | Vakhsh Qurghonteppa     | 22  | 12 | 1 | 9  | 37  | 41 | 23 | +18 |
| 7   | Ansol Kulob             | 22  | 7  | 4 | 11 | 25  | 33 | 41 | −8  |
| 8   | Anicon Tursunzade       | 22  | 4  | 6 | 12 | 18  | 28 | 43 | −15 |
| 9   | Poisk Dushanbe          | 22  | 4  | 4 | 14 | 16  | 29 | 50 | −21 |
| 10  | Panjshir                | 22  | 4  | 4 | 14 | 16  | 29 | 76 | −47 |
| 11  | Umed Dushanbe           | 22  | 3  | 5 | 14 | 14  | 21 | 75 | −54 |
| 12  | Khoja Karimov Gazimalik | 22  | 1  | 4 | 17 | 7   | 17 | 64 | −47 |

## Topscores
| Rank | Spelers               | Club            | Doelpunten |
| ---- | --------------------- | --------------- | ---------- |
| 1    | Dzhomikhon Mukhidinov | Khujand         | 29         |
| 2    | Fuzailov              | BDA Dushanbe    | 26         |
| 3    | Zardov                | Farrukh Ghissar | 16         |

1992 · 1993 · 1994 · 1995 · 1996 · 1997 · 1998 · 1999 · 2000 · 2001 · 2002 · 2003 · 2004 · 2005 · 2006 · 2007 · 2008 · 2009 · 2010 · 2011 · 2012 · 2013 · 2014 · 2015 · 2016 · 2017 · 2018 · 2019 · 2020 · 2021 · 2022 · 2023 · 2024 · 2025
Chatlon · 
Choedzjand ·
CSKA Pomir · 
Doesjanbe-83 · 
Fajzdjand · 
Istaravshan · 
Istiklol · 
Koektosj Rudaki · 
Lokomotiv Pomir · 
Regar-TadAZ